# Ariamnes jeanneli
Ariamnes jeanneli är en spindelart som beskrevs av Lucien Berland 1920. Ariamnes jeanneli ingår i släktet Ariamnes och familjen klotspindlar. Inga underarter finns listade i Catalogue of Life.